# Lijst van records en statistieken van PEC Zwolle (vrouwen)
Hieronder staan de meeste uiteenlopende statistieken en records van de Nederlandse vrouwenvoetbalclub PEC Zwolle vermeld.

## Statistieken

### Eredivisie / BeNe League Orange
| Eredivisie / BeNe League Orange statistieken | Eredivisie / BeNe League Orange statistieken | Eredivisie / BeNe League Orange statistieken                                           |
| -------------------------------------------- | -------------------------------------------- | -------------------------------------------------------------------------------------- |
| Beste klassering                             | Beste klassering                             | 4e (2017/18)                                                                           |
| Slechtste klassering                         | Slechtste klassering                         | 8e (2010/11), (2016/17)                                                                |
| Meeste doelpunten voor in één seizoen        | Meeste doelpunten voor in één seizoen        | 48 (2017/18)                                                                           |
| Minste doelpunten voor in één seizoen        | Minste doelpunten voor in één seizoen        | 21 (2010/11)                                                                           |
| Meeste doelpunten tegen in één seizoen       | Meeste doelpunten tegen in één seizoen       | 82 (2016/17)                                                                           |
| Minste doelpunten tegen in één seizoen       | Minste doelpunten tegen in één seizoen       | 37 (2012/13, 2022/23)                                                                  |
| Grootste overwinning                         | Thuis                                        | PEC Zwolle – Achilles '29 (10 – 0; 2018/19)                                            |
| Grootste overwinning                         | Uit                                          | VV Alkmaar – PEC Zwolle (1 – 7; 2017/18)                                               |
| Grootste nederlaag                           | Thuis                                        | PEC Zwolle – FC Twente (0 – 7; 2015/16)                                                |
| Grootste nederlaag                           | Uit                                          | ADO Den Haag – FC Zwolle (8 – 0; 2011/12)                                              |
| Meest doelpuntrijke wedstrijd                | Meest doelpuntrijke wedstrijd                | PEC Zwolle – ADO Den Haag (5 – 5; 2015/16) PEC Zwolle – Achilles '29 (10 – 0; 2018/19) |

| Eredivisie cijfers                 | Eredivisie cijfers | Eredivisie cijfers | Eredivisie cijfers | Eredivisie cijfers | Eredivisie cijfers | Eredivisie cijfers | Eredivisie cijfers | Eredivisie cijfers |
| Wedstrijden                        | Gewonnen           | Gelijk             | Verloren           | Punten             | Doelpunten voor    | Doelpunten tegen   | Seizoenen          |                    |
| ---------------------------------- | ------------------ | ------------------ | ------------------ | ------------------ | ------------------ | ------------------ | ------------------ | ------------------ |
| 218                                | 63                 | 56                 | 147                | 215                | 371                | 621                | 12                 |                    |
| Bijgewerkt tot en met 22 mei 2025. |                    |                    |                    |                    |                    |                    |                    |                    |

### Women's BeNe League
| Women's BeNe League statistieken       | Women's BeNe League statistieken       | Women's BeNe League statistieken             |
| -------------------------------------- | -------------------------------------- | -------------------------------------------- |
| Beste klassering                       | Beste klassering                       | 11e (2013/14)                                |
| Slechtste klassering                   | Slechtste klassering                   | 12e (2014/15)                                |
| Meeste doelpunten voor in één seizoen  | Meeste doelpunten voor in één seizoen  | 50 (2013/14)                                 |
| Minste doelpunten voor in één seizoen  | Minste doelpunten voor in één seizoen  | 24 (2014/15)                                 |
| Meeste doelpunten tegen in één seizoen | Meeste doelpunten tegen in één seizoen | 70 (2013/14, 2014/15)                        |
| Minste doelpunten tegen in één seizoen | Minste doelpunten tegen in één seizoen | 70 (2013/14, 2014/15)                        |
| Grootste overwinning                   | Thuis                                  | PEC Zwolle – Antwerp FC (4 – 0; 2013/14)     |
| Grootste overwinning                   | Uit                                    | Antwerp FC – PEC Zwolle (0 – 5; 2013/14)     |
| Grootste nederlaag                     | Thuis                                  | PEC Zwolle – ADO Den Haag (1 – 9; 2014/15)   |
| Grootste nederlaag                     | Uit                                    | AFC Ajax – PEC Zwolle (7 – 0; 2013/14)       |
| Meest doelpuntrijke wedstrijd          | Meest doelpuntrijke wedstrijd          | RSC Anderlecht – PEC Zwolle (7 – 4; 2013/14) |

| Women's BeNe League                | Women's BeNe League | Women's BeNe League | Women's BeNe League | Women's BeNe League | Women's BeNe League | Women's BeNe League | Women's BeNe League | Women's BeNe League |
| Wedstrijden                        | Gewonnen            | Gelijk              | Verloren            | Punten              | Doelpunten voor     | Doelpunten tegen    | Seizoenen           |                     |
| ---------------------------------- | ------------------- | ------------------- | ------------------- | ------------------- | ------------------- | ------------------- | ------------------- | ------------------- |
| 50                                 | 14                  | 6                   | 30                  | 48                  | 74                  | 140                 | 2                   |                     |
| Bijgewerkt tot en met 10 mei 2015. |                     |                     |                     |                     |                     |                     |                     |                     |

### Women's BeNe League B
| Women's BeNe League B statistieken     | Women's BeNe League B statistieken     | Women's BeNe League B statistieken            |
| -------------------------------------- | -------------------------------------- | --------------------------------------------- |
| Beste klassering                       | Beste klassering                       | 2e (2012/13)                                  |
| Slechtste klassering                   | Slechtste klassering                   | 2e (2012/13)                                  |
| Meeste doelpunten voor in één seizoen  | Meeste doelpunten voor in één seizoen  | 52 (2012/13)                                  |
| Minste doelpunten voor in één seizoen  | Minste doelpunten voor in één seizoen  | 52 (2012/13)                                  |
| Meeste doelpunten tegen in één seizoen | Meeste doelpunten tegen in één seizoen | 21 (2012/13)                                  |
| Minste doelpunten tegen in één seizoen | Minste doelpunten tegen in één seizoen | 21 (2012/13)                                  |
| Grootste overwinning                   | Thuis                                  | PEC Zwolle – Zulte Waregem (8 – 1; 2012/13)   |
| Grootste overwinning                   | Uit                                    | Club Brugge – PEC Zwolle (0 – 7; 2012/13)     |
| Grootste nederlaag                     | Thuis                                  | Geen                                          |
| Grootste nederlaag                     | Uit                                    | SC Telstar VVNH – PEC Zwolle (5 – 0; 2012/13) |
| Meest doelpuntrijke wedstrijd          | Meest doelpuntrijke wedstrijd          | PEC Zwolle – Zulte Waregem (8 – 1; 2012/13)   |

| Women's BeNe League B              | Women's BeNe League B | Women's BeNe League B | Women's BeNe League B | Women's BeNe League B | Women's BeNe League B | Women's BeNe League B | Women's BeNe League B | Women's BeNe League B |
| Wedstrijden                        | Gewonnen              | Gelijk                | Verloren              | Punten                | Doelpunten voor       | Doelpunten tegen      | Seizoenen             |                       |
| ---------------------------------- | --------------------- | --------------------- | --------------------- | --------------------- | --------------------- | --------------------- | --------------------- | --------------------- |
| 14                                 | 11                    | 1                     | 2                     | 34                    | 52                    | 21                    | 1                     |                       |
| Bijgewerkt tot en met 27 mei 2013. |                       |                       |                       |                       |                       |                       |                       |                       |

### Totaal
| Totaal cijfers                     | Totaal cijfers | Totaal cijfers | Totaal cijfers | Totaal cijfers | Totaal cijfers  | Totaal cijfers   | Totaal cijfers | Totaal cijfers | Totaal cijfers | Totaal cijfers |
| Wedstrijden                        | Gewonnen       | Gelijk         | Verloren       | Punten         | Doelpunten voor | Doelpunten tegen | Seizoenen      |                |                |                |
| ---------------------------------- | -------------- | -------------- | -------------- | -------------- | --------------- | ---------------- | -------------- | -------------- | -------------- | -------------- |
| 282                                | 88             | 63             | 179            | 297            | 497             | 782              | 14             |                |                |                |
| Bijgewerkt tot en met 22 mei 2025. |                |                |                |                |                 |                  |                |                |                |                |

### KNVB Beker
| KNVB Beker statistieken       | KNVB Beker statistieken       | KNVB Beker statistieken                                                     |
| ----------------------------- | ----------------------------- | --------------------------------------------------------------------------- |
| Beste klassering              | Beste klassering              | Finale (2018/19)                                                            |
| Slechtste klassering          | Slechtste klassering          | Achtste finale (2015/16; 2017/18)                                           |
| Grootste overwinning          | Thuis                         | PEC Zwolle – Jong PEC Zwolle (4 – 0; 2016/17)                               |
| Grootste overwinning          | Uit                           | Oranje Nassau Groningen – PEC Zwolle (1 – 8; 2012/13)                       |
| Grootste nederlaag            | Thuis                         | PEC Zwolle – AZ (0 – 3; 2010/11) PEC Zwolle – ADO Den Haag (1 – 4; 2011/12) |
| Grootste nederlaag            | Uit                           | ADO Den Haag – PEC Zwolle (5 – 1; 2014/15)                                  |
| Meest doelpuntrijke wedstrijd | Meest doelpuntrijke wedstrijd | Oranje Nassau Groningen – PEC (1 – 8; 2012/13)                              |

| KNVB Beker cijfers                                                                                      | KNVB Beker cijfers | KNVB Beker cijfers | KNVB Beker cijfers | KNVB Beker cijfers | KNVB Beker cijfers | KNVB Beker cijfers | KNVB Beker cijfers | KNVB Beker cijfers |
| Wedstrijden                                                                                             | Gewonnen           | Gelijk             | Verloren           | Doelpunten voor    | Doelpunten tegen   | Seizoenen          |                    |                    |
| --- | ------------------ | ------------------ | ------------------ | ------------------ | ------------------ | ------------------ | ------------------ | ------------------ |
| 27 | 12                 | 3                  | 12                 | 63                 | 40                 | 15                 |                    |                    |
| Tabel voor het laatst bijgewerkt tot de wedstrijd sc Heerenveen – PEC Zwolle (1–1) op 14 februari 2025. |                    |                    |                    |                    |                    |                    |                    |                    |

## Records
| Club records                           | Club records                                    |
| -------------------------------------- | ----------------------------------------------- |
| Afgeleverde topscorers                 | Geen                                            |
| Meeste doelpunten voor in één seizoen  | 52 (WBL, 2012/13)                               |
| Minste doelpunten tegen in één seizoen | 21 (WBL, 2012/13)                               |
| Meeste toeschouwers in één wedstrijd   | PEC Zwolle – ADO Den Haag: 4.514 (Ere, 2018/19) |

| Persoonlijke records                      | Persoonlijke records                      |
| ----------------------------------------- | ----------------------------------------- |
| Meest gespeelde competitie wedstrijden    | Yvette van Daelen (144)                   |
| Meest gescoorde competitie doelpunten     | Lisanne Vermeulen (38)                    |
| Meeste beker doelpunten                   | Judith Frijlink (8) Yvette van Daelen (8) |
| Meest gescoorde doelpunten in één seizoen | Lisanne Vermeulen (19; WBL, 2012/13)      |
| Trainer met de meeste wedstrijden         | Sebastiaan Borgardijn (88)                |

## Spelersstatistieken

### Meeste officiële wedstrijden
De volgende speelsters speelden ten minste 75 officiële wedstrijden voor PEC Zwolle.
| Naam                   | Positie        | Totaal | Competitie | Beker | Eredivisie Cup |
| ---------------------- | -------------- | ------ | ---------- | ----- | -------------- |
| Yvette van Daelen      | Aanvalster     | 162    | 144        | 14    | 4              |
| Judith Frijlink        | Aanvalster     | 151    | 141        | 10    | 0              |
| Nadja Olthuis          | Doelvrouw      | 144    | 137        | 7     | 0              |
| Kely Pruim             | Verdedigster   | 128    | 113        | 8     | 7              |
| Rebecca Doejaaren      | Aanvalster     | 116    | 103        | 8     | 5              |
| Mariska Kogelman       | Verdedigster   | 107    | 103        | 4     | 0              |
| Maxime Bennink         | Aanvalster     | 107    | 94         | 8     | 5              |
| Moïsa van Koot         | Verdedigster   | 89     | 72         | 7     | 10             |
| Celien Tiemens         | Middenveldster | 88     | 76         | 7     | 5              |
| Lauri Weijkamp         | Aanvalster     | 87     | 71         | 5     | 11             |
| Jolijn Heuvels         | Verdedigster   | 85     | 83         | 2     | 0              |
| Suzanne Giesen         | Verdedigster   | 84     | 80         | 4     | 0              |
| Kyra Scheggetmann      | Verdedigster   | 84     | 78         | 6     | 0              |
| Esmee de Graaf         | Aanvalster     | 78     | 74         | 4     | 0              |
| Tessa Klein Braskamp   | Middenveldster | 76     | 72         | 4     | 0              |
| Sharon Bruinenberg     | Middenveldster | 76     | 71         | 5     | 0              |
| Marianne van Brummelen | Aanvalster     | 75     | 72         | 3     | 0              |
| Jennieke van der Pol   | Aanvalster     | 75     | 72         | 3     | 0              |
| Shanel Smid            | Verdedigster   | 75     | 63         | 6     | 6              |
| Maud Asbroek           | Middenveldster | 75     | 59         | 7     | 9              |

Dikgedrukt is nog steeds actief

### Meeste doelpunten
De volgende speelsters scoorden ten minste 10 doelpunten voor PEC Zwolle.
| Naam                   | Positie        | Totaal | Competitie | Beker | Eredivisie Cup |
| ---------------------- | -------------- | ------ | ---------- | ----- | -------------- |
| Marianne van Brummelen | Aanvalster     | 43     | 39         | 4     | 0              |
| Judith Frijlink        | Aanvalster     | 40     | 32         | 8     | 0              |
| Lisanne Vermeulen      | Aanvalster     | 39     | 38         | 1     | 0              |
| Rebecca Doejaaren      | Aanvalster     | 39     | 28         | 5     | 6              |
| Sylvia Smit            | Middenveldster | 36     | 31         | 5     | 0              |
| Babiche Roof           | Aanvalster     | 35     | 34         | 1     | 0              |
| Esmee de Graaf         | Aanvalster     | 23     | 22         | 1     | 0              |
| Yvette van Daelen      | Aanvalster     | 23     | 14         | 9     | 0              |
| Jennieke van der Pol   | Aanvalster     | 19     | 19         | 0     | 0              |
| Dominique Bruinenberg  | Middenveldster | 18     | 10         | 0     | 8              |
| Maxime Bennink         | Aanvalster     | 17     | 15         | 2     | 0              |
| Evi Maatman            | Aanvalster     | 16     | 15         | 1     | 0              |
| Marushka van Olst      | Aanvalster     | 16     | 9          | 3     | 4              |
| Joyce Mijnheer         | Aanvalster     | 15     | 13         | 2     | 0              |
| Zoë Zuidberg           | Aanvalster     | 11     | 11         | 0     | 0              |
| Bo van Egmond          | Aanvalster     | 10     | 10         | 0     | 0              |
| Danique Noordman       | Middenveldster | 10     | 9          | 1     | 0              |
| Mariska Kogelman       | Verdedigster   | 10     | 6          | 4     | 0              |

Dikgedrukt is nog steeds actief

## Internationals
| Nederlandse internationals | Nederlandse internationals | Nederlandse internationals | Nederlandse internationals |
| Periode                    | Naam                       | Interlands                 | Bij PEC Zwolle             |
| -------------------------- | -------------------------- | -------------------------- | -------------------------- |
| 2004–2013                  | Sylvia Smit                | 106                        | 23                         |
| 2004                       | Lisanne Vermeulen          | 2                          | 0                          |
| 2007–2012                  | Marije Brummel             | 29                         | 0                          |
| 2008–2009                  | Lianne de Vries            | 9                          | 0                          |
| 2013                       | Jolijn Heuvels             | 1                          | 1                          |
| 2018–heden                 | Esmee de Graaf             | 1                          | 1                          |

| Buitenlandse internationals | Buitenlandse internationals | Buitenlandse internationals | Buitenlandse internationals |
| Periode                     | Naam                        | Interlands                  | Bij PEC Zwolle              |
| --------------------------- | --------------------------- | --------------------------- | --------------------------- |
| 2001–heden                  | Doreen Nabwire              | –                           | –                           |
| –                           | Martha Karimi               | –                           | –                           |
| 2017–heden                  | Stephanie Bukovec           | 2                           | 2                           |